# Pintor del Ágora P 2578
El Pintor del Ágora P 2578 fue un antiguo pintor de vasos griegos activo en Atenas a finales del siglo VI o principios del V a. C.
Fue uno de los primeros pintores de vasos del estilo de figuras rojas de la cerámica griega. Su estilo fue reconocido entre las decenas de miles de vasos y fragmentos que se conservan por John Beazley, quien también le dio el nombre convenido. Perteneció a la generación de pintores de vasos que, tras el desarrollo del nuevo estilo, continuó desarrollándolo; sin embargo, junto con otros pintores de kílices, se apartó un poco del Grupo pionero que definió el estilo, especialmente en los vasos grandes. Su nombre se debe a tres kílices que se encuentran en el Museo del Ágora de Atenas, todos ellos encontrados también durante las excavaciones en el Ágora ateniense. Todos los kílices están fragmentados y solo están pintados en el interior. Todas las escenas muestran sátiros. 
Beazley no valoró muy positivamente las habilidades como dibujante del Pintor del Ágora P 2578 y lo clasificó como parte de los pintores de vasos de figuras rojas del arcaico tardío, como miembro del grupo Coarser Wing. Describió su estilo como muy cercano al del Pintor de pithos, especialmente el kílix de este último que se encuentra en una colección privada de Bonn.

## Obras
1. Kílix, compuesto por muchos fragmentos, con varias partes perdidas; Museo del Ágora, Atenas, número de inventario P 2578; probablemente encontrado en Italia; motivo: sátiro armado.[2]
2. Kílix, compuesto por muchos fragmentos, con varias piezas perdidas; Museo del Ágora, Atenas, número de inventario P 2576; motivo: sátiro tumbado junto a una ánfora puntiaguda.[3]
3. Kílix, fragmentos; Museo del Ágora, Atenas, número de inventario P 2577; motivo: sátiro tumbado junto a una ánfora puntiaguda.[4]